# Semele androgyna
Semele androgyna, auch Klettermäusedorn genannt, ist eine Pflanzenart der Gattung Semele und gehört zur Familie der Spargelgewächse (Asparagaceae).

## Beschreibung

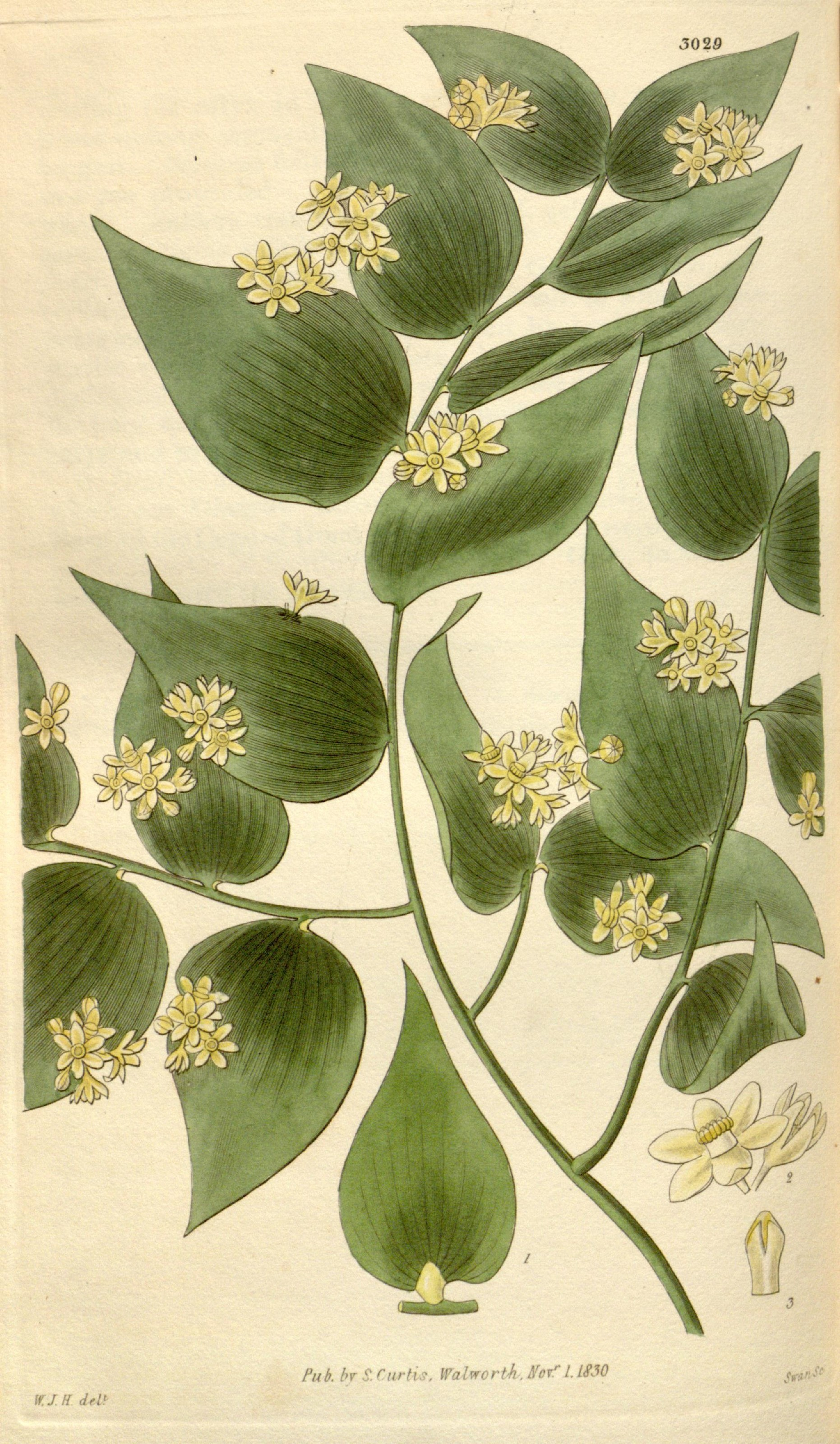
Illustration aus Curtis’s Botanical Magazine

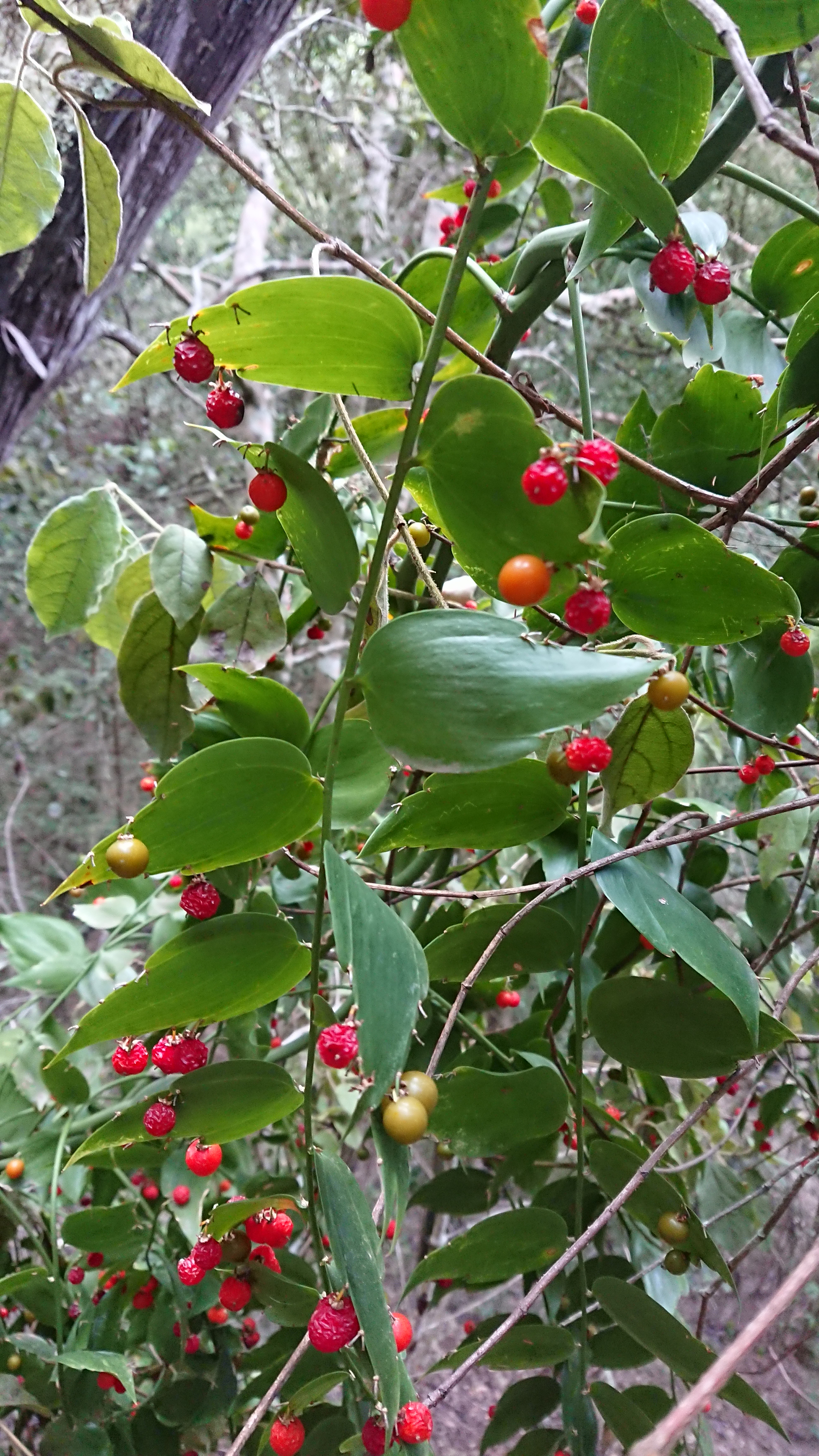
Früchte von Semele androgyna

### Vegetative Merkmale
Semele androgyna ist ein immergrüner Strauch, der bis in die Wipfel der Bäume klettert und hierbei eine Länge von bis zu 10 Meter erreicht. Junge Zweige werden zwischen 15 und 30 Zentimeter lang und tragen die zweizeilig angeordneten, blattartigen Phyllokladien. Die Form ist eiförmig oder eilanzettlich, zum Teil gelappt oder herzförmig. Die Oberfläche ist glänzend und die Konsistenz ledrig. Die Laubblätter sind schuppenartig reduziert und trocken.

### Generative Merkmale
Semele androgyna ist einhäusig gemischtgeschlechtig (monözisch). Zwei bis sechs Blüten stehen in Zymen zusammen. Die kleinen, kurz gestielten, cremefarbenen bis gelblichen, meist funktionell eingeschlechtlichen Blüten mit einfacher Blütenhülle, wie auch die rötlichen, meist einsamigen Beeren, stehen bei Exemplaren der westlichen Kanarischen Inseln am Rand der Phyllokladien. Bei der Varietät Semele androgyna var. gayae, die auf Gran Canaria vorkommt, entwickeln sich die Blüten vorwiegend auf der Fläche der Phyllokladien. Die Blütezeit reicht von November bis April. Die weiblichen Blüten sind kleiner.  Die Blütenhülle ist im unteren Teil verwachsen mit ausladenden Zipfeln. Der dreikammerige Fruchtknoten bzw. Pistillode ist oberständig mit kurzem Griffel mit leicht gelappter Narbe und die sechs kurzen Staubblätter bzw. Staminodien in der Mitte der Kronröhre sind kurz häutig-röhrig verwachsen.
Die Chromosomenzahl beträgt 2n = 40.

## Vorkommen

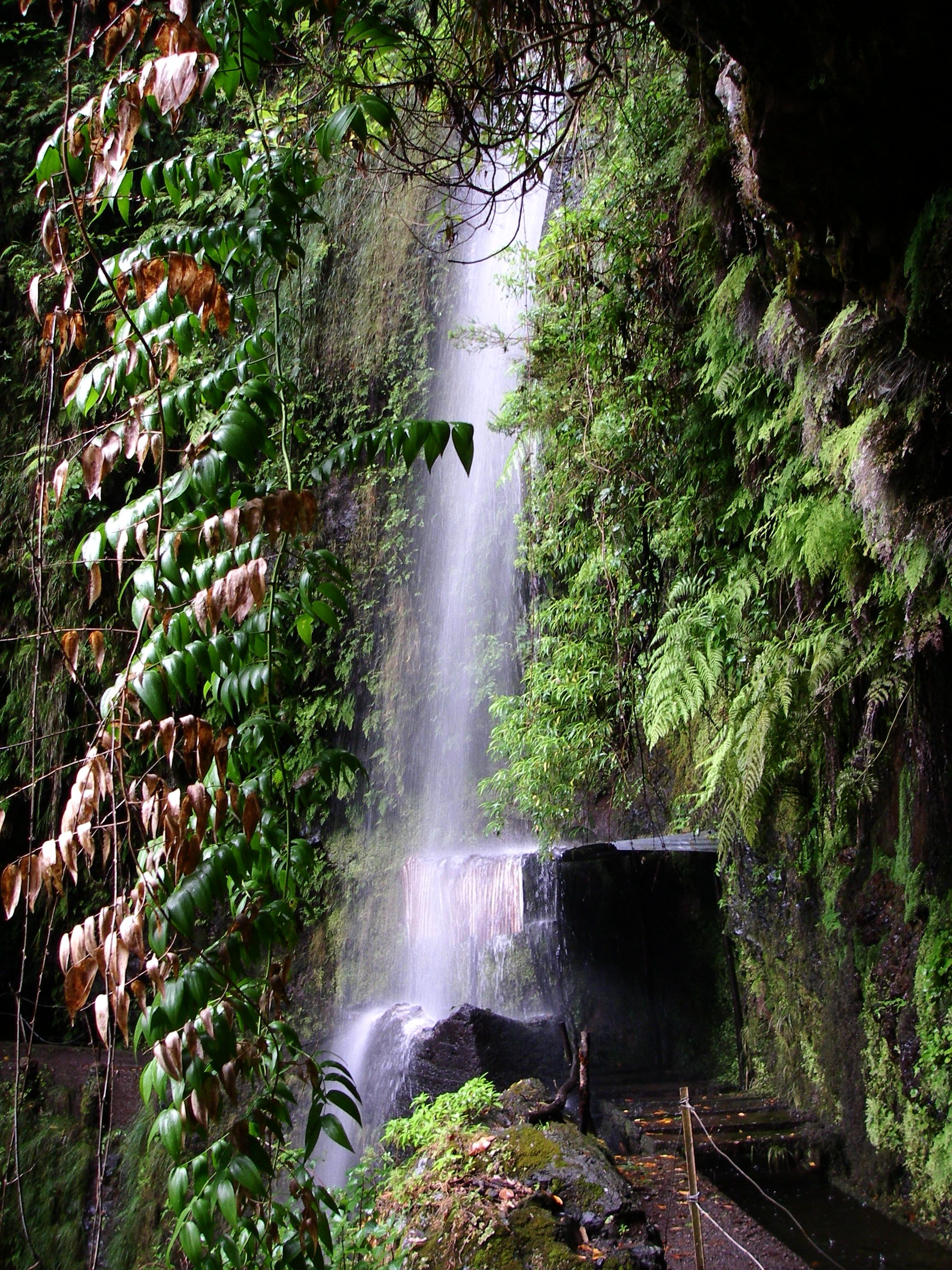
Klettermäusedorn (links) im Habitat

Semele androgyna ist auf den Kanarischen Inseln mit Ausnahme von Lanzarote und Fuerteventura, außerdem auf Madeira verbreitet. Sie wächst in Lorbeerwäldern in Höhenlagen von 300 bis 1000 Metern.

## Systematik
Die Gattung Semele wurde 1844 durch Karl Sigismund Kunth aufgestellt und ist nach Semele, der Mutter des Dionysos benannt.
Die Gattung Semele umfasst drei Arten:
- Semele androgyna (L.) Kunth: Es gibt zwei Unterarten:[3]
  - Semele androgyna (L.) Kunth subsp. androgyna (Syn.: Ruscus anthopus Raf., Ruscus latifolius Raf., Semele androgyna var. macrophylla Menezes, Semele androgyna var. conferta J.G.Costa, Semele androgyna var. laxa J.G.Costa, Semele tristonis J.G.Costa): Sie kommt auf den Kanarischen Inseln und auf Madeira vor.[3]
  - Semele androgyna subsp. pterygophora (J.G.Costa) M.Â.Carvalho (Syn.: Semele pterygophora J.G.Costa, Semele pterygophora var. barretiana J.G.Costa, Semele pterygophora var. congeminata J.G.Costa, Semele pterygophora var. dolichoclados J.G.Costa, Semele pterygophora var. elegantissima J.G.Costa): Diese Neukombination erfolgte 2001. Sie kommt nur auf Madeira vor.[3]
- Semele gayae (Webb & Berthel.) Svent. & Kunkel (Syn.: Danae gayae Webb & Berthel., Ruscus gayae (Webb & Berthel.) Webb & Berthel., Semele androgyna var. gayae (Webb & Berthel.) Burchard): Sie kommt nur auf Gran Canaria vor.[3]
- Semele menezesii J.G.Costa (Syn.: Semele maderensis J.G.Costa, Semele maderensis subsp. portumonizensis J.G.Costa, Semele menezesii var. carinata J.G.Costa, Semele menezesii var. grabhamii J.G.Costa): Sie kommt nur auf Madeira vor.[3]